# Aquae Calidae (Bulgaria)
Aquae Calidae (en latín, aguas cálidas, en búlgaro: Акве Калиде), también conocida como Therma y Thermopolis en la Edad Media, fue una antigua ciudad de Tracia ubicada en el territorio de la actual ciudad portuaria búlgara de Burgas en la costa del Mar Negro. Fue construida alrededor de baños termales y se convirtió en uno de los centros termales más importantes de la antigüedad.
El sitio y los baños de Aquae Calidae han sido visitados a lo largo de la historia por varios gobernantes importantes, desde Filipo II de Macedonia hasta los emperadores romanos de Oriente Justiniano I y Constantino IV, el gobernante búlgaro Tervel y el sultán otomano Solimán el Magnífico.
Aquae Calidae se muestra en la Tabula Peutingeriana (edición de Konrad Miller, 1887), itinerarium (mapa de carreteras romano antiguo) ilustrado que muestra el trazado de la red de carreteras del Imperio Romano.

## Historia
La arqueología ha demostrado que las aguas termales ya se utilizaron en el Neolítico entre el sexto y el quinto milenio antes de Cristo. Los tracios construyeron un santuario de las Tres Ninfas en el primer milenio antes de Cristo alrededor de las termas. En el siglo IV a. C., Filipo II de Macedonia conquistó la región y, según la leyenda, era un invitado frecuente allí.
Las más de 4000 monedas encontradas muestran la naturaleza cosmopolita de visitantes de muchas regiones de Europa, ya que se originaron en la antigua Grecia e Italia, así como en Cabilia, Mesambria (ahora Nessebar), Odessos, Istros, Tomis, Bizancio, Abdera, Maronea y las islas del Egeo, el más antiguo de Apollonia Pontica del siglo V a. C.

Los primeros baños en el Santuario de las Tres Ninfas se originaron cuando el Imperio Romano bajo Lúculo conquistó la región, durante la tercera guerra mitridática en el 72 a. C. Bajo Trajano (98-117) la cercana Anchialos se convirtió en el centro administrativo de la región, y los baños se ampliaron con dos piscinas más. Durante este tiempo se construyó la Via Pontica conectando Constantinopla a través de Deultum, Anchialos, Aquae Calidae con Dorostorum y Sexaginta Prista en el Danubio. Cerca de los baños se creó una estación de carretera (statio milliaria) con el nombre de Aquae Calidae.

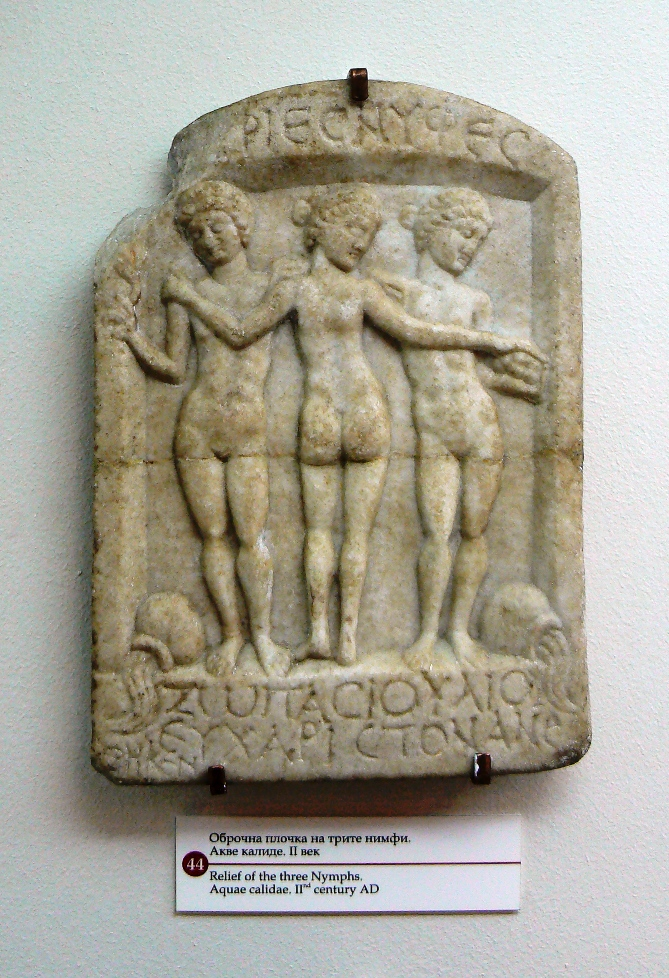
Tres ninfas de Aquae Calidae, Museo de Arqueología de Burgas

El Santuario de las Tres Ninfas continuó existiendo junto a la estación y los baños, y se conoció como el Ninfeo de Anchialos. Bajo Septimio Severo en 209-211, se llevaron a cabo tres años de juegos y celebraciones bajo el nombre de Severia Nymphaea (ninfeas de Severo) en los baños. Los juegos también tuvieron lugar en Aquae Calidae bajo los emperadores Geta y Caracalla.
Jordanes, que vivió en el siglo VI, describió en su obra Getica las incursiones de las tribus góticas en la costa sur de Tracia del Mar Negro en 270. Informó que los godos, después de la conquista de Anchialos, se trasladaron a las aguas termales ("aquarum calidarum") a unas 12 millas (19,3 km) de Anchialos y permanecieron allí varios días para recuperarse.
Los baños fueron restaurados y ampliados a finales del siglo IV o principios del quinto. Según Procopio de Cesarea, los muros de la fortaleza también se construyeron alrededor de la ciudad bajo el emperador Justiniano I de la siguiente manera:
... Los tracios viven en una ciudad portuaria de Euxeinos Pontos llamada Anchialos, [...] no lejos de la ciudad, manantiales de agua de manantiales naturales y cálidos, que sirven como baños de la población local. Este asentamiento, que no estaba fortificado desde la antigüedad, no fue percibido por los antiguos emperadores, aunque los bárbaros se asentaron cerca y los enfermos los visitaban con riesgo de sus vidas. Pero ahora el emperador Justiniano los ha rodeado con muros y ha hecho que la curación sea inofensiva.
El emperador romano oriental Tiberio II eligió la ciudad para curar una enfermedad de su esposa Anastasia. Cuando esta curación tuvo éxito alrededor del año 580, le dio a la iglesia local sus túnicas imperiales. En 584 los ávaros bajo el kan Bayan conquistaron Aquae Calidae, pero Bayan perdonó a los baños a petición de su harén. En una de las iglesias de la ciudad los ávaros encontraron las túnicas imperiales de Anastasia y Bayan las tomó y supuestamente reclamó el control del imperio.
En la Edad Media, la ciudad era conocida como Therma o Thermopolis y a menudo se disputaba entre los imperios búlgaro y bizantino. Fue incorporada en Bulgaria en 705 junto con la región de Zagora, después de que el emperador bizantino Justiniano II la cediera al kan búlgaro Tervel. En 921, durante la guerra bizantino-búlgara, los bizantinos lanzaron una campaña que llegó a la ciudad. El comandante bizantino Poto Argiro envió un destacamento para monitorear los movimientos de los búlgaros, que fueron emboscados y derrotados por el ejército búlgaro.
En 1205, el emperador búlgaro Kaloján derrotó al imperio latino cruzado y capturó a su emperador Balduino I, quien murió en cautiverio en la capital búlgara, Tarnovo. En respuesta, su sucesor Enrique de Flandes lanzó una campaña de represalia contra las ciudades búlgaras al sur de los Balcanes. En 1206 capturó Thermópolis y la quemó. Su comandante Geoffrey de Villehardouin escribió: «Esta era una ciudad muy hermosa, bien situada, con muchas fuentes termales para bañarse, las mejores del mundo. Sacamos un gran botín de eso». La ciudad nunca se recuperó, aunque los baños termales fueron restaurados.
Solimán el Magnífico ordenó la construcción de una nueva sala de baños (hammam) en las piscinas, que habían permanecido semidestruidas desde las cruzadas.

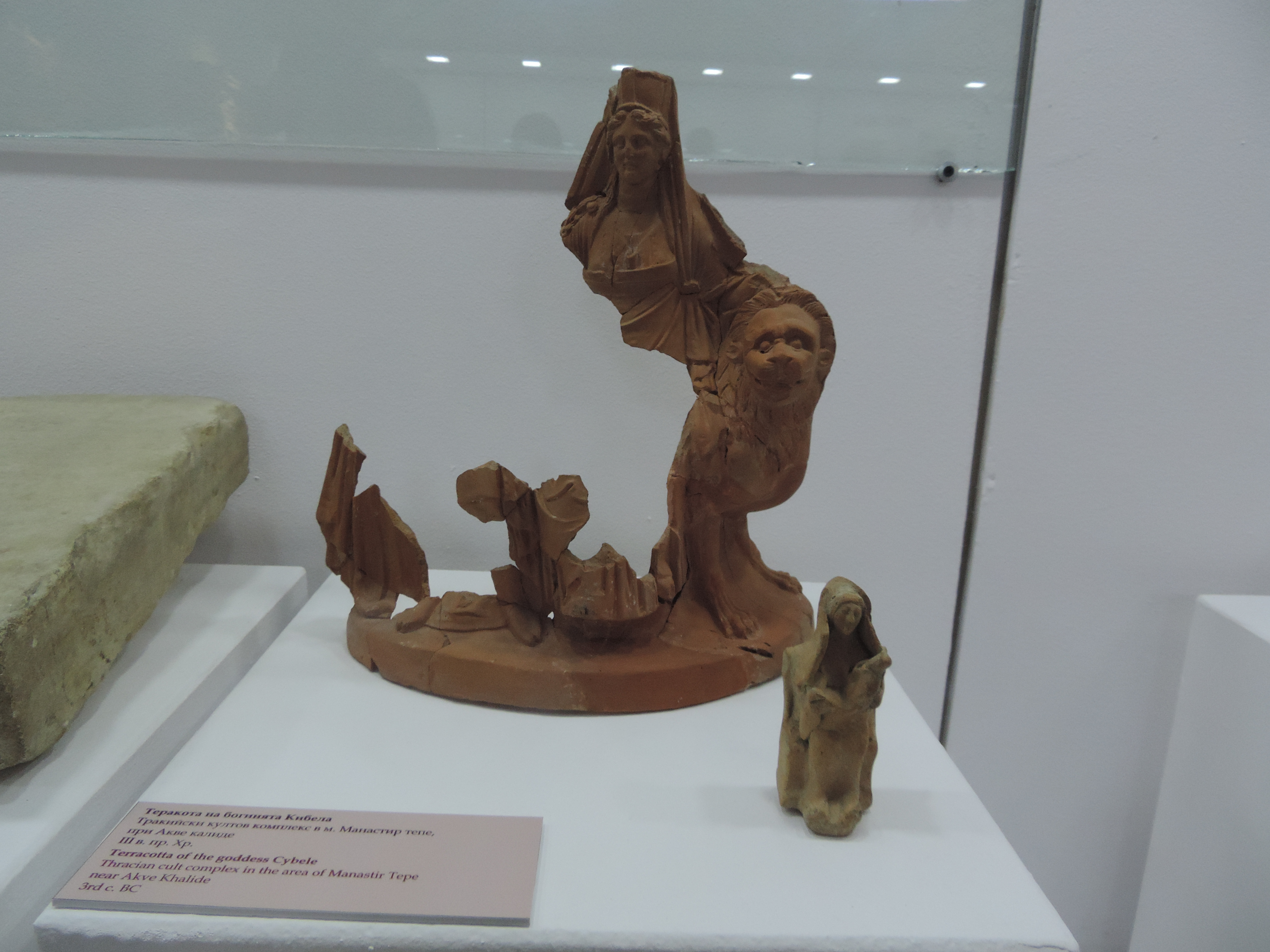
Fragmentos de terracota representando a la dios Cibeles, excavados en Aquae Calidae

En el siglo XX, la ciudad cercana a los baños minerales se conocía como Banevo hasta la década de 1980, cuando pasó a llamarse Baños de Burgas, pasando a formar parte del municipio de Burgas en 2009.

## Arqueología
Aquae Calidea fue excavada por primera vez en 1910 por el arqueólogo búlgaro Bogdan FIlov. Las excavaciones contemporáneas fueron iniciadas en 2008 por Tsonya Drazheva y Dimcho Momchilov. En 2011, la ciudad antigua y medieval fue declarada formalmente "Reserva Arqueológica Aquae Calidae - Thermopolis".
En 2020, se encontraron diversas monedas y un escalón monumental que tenía una estructura de techo, restos de construcciones del período romano y otros artículos del siglo IV d. C.